# Carlo Vigarani
Carlo Vigarani, né en 1637 à Modène (Italie) et mort en 1713, fut, à partir de 1662, ingénieur du roi puis intendant des plaisirs du roi à la cour de Louis XIV, roi de France, jusqu'en 1690.

## Biographie
Carlo Vigarani était l'un des fils de Gaspare Vigarani (Reggio d'Émilie, 1588 - Modène, 1663), qui était architecte et surintendant des bâtiments du duc de Modène. Il fut naturellement initié, comme ses frères, aux arts paternels et, en 1659, lorsque Mazarin obtient la collaboration de Gaspare pour participer à l'élaboration des machineries du théâtre des Tuileries, suivit son père et ses frères à Paris.
En 1662, il est nommé ingénieur du roi. Il mènera dès lors de front diverses carrières à la cour : ingénieur en machineries de théâtre, architecte, décorateur et metteur en scène.
Carlo Vigarani a travaillé simultanément ou successivement au château de Saint-Germain-en-Laye (où il a mis en scène diverses tragédies), collaboré avec Lully à la direction de l'opéra, créé des décors pour l'église des Théatins à Paris, etc.
Sa renommée reste particulièrement attachée à son important travail de machinerie fourni pour Les Plaisirs de l'Île Enchantée, fête grandiose donnée dans le cadre du parc de Versailles, du 7 au 14 mai 1664, alors que le futur palais n'est encore qu'un lointain projet. Cette fête était dédiée à Louise de La Vallière, favorite en titre du roi.
En 1673, il fut naturalisé français par lettres du roi. Il portait à cette époque le titre d'« Intendant des Machines et Menus-Plaisirs du roi ».
Il épousa une Française issue d'une famille de petite noblesse de robe, et fit l'acquisition d'une petite seigneurie proche d'Amboise, devenant ainsi seigneur de Saint-Ouen-les-Vignes et engagiste de Limeray.
En 1690, après plusieurs échecs liés à divers projets, dont un qui concernait une salle des ballets jamais créée au château de Versailles, il choisit de se retirer et fut remplacé par Jean Bérain père.

## Colloque
Un colloque international, intitulé De la cour des Este à celle de Louis XIV : Gaspare et Carlo Vigarani, a eu lieu du 4 au 12 juin 2005, en Italie puis en France, organisé conjointement par la Société d'étude du XVIIe siècle et le Centre André Chastel. La première partie s'est déroulée du 4 au 7 juin 2005 à Modène et Reggio d'Émilie, en Italie, puis s'est poursuivie en France, du 9 au 12 juin 2005, à l'auditorium du château de Versailles. Les actes du colloque ont été publiés en 2009.